# الحورية مندهشة
الحورية مندهشة هي لوحة زيتية للرسام الفرنسي إدوارد مانيه.